# Membrolles
Membrolles est une commune historique du nord du Loir-et-Cher (région Centre-Val de Loire), reléguée au statut de commune déléguée depuis 2016 et la fusion administrative avec 6 de ses communes voisines afin de créer la commune nouvelle de Beauce la Romaine, dont le chef-lieu se trouve à Ouzouer-le-Marché.

## Géographie

### Lieux-dits et écarts
- Monteau de Froid, Château Corbet, Boisville, Villeslain, Basses Huignes.

## Histoire

### Depuis 2016
En 2016, Membrolles fusionne avec six de ses communes voisines, à savoir Ouzouer-le-Marché, La Colombe, Prénouvellon, Semerville, Tripleville et Verdes, pour ainsi former la commune nouvelle de Beauce la Romaine.

## Politique et administration

### Liste des maires
| Période                                  | Période       | Identité        | Étiquette | Qualité |
| ---------------------------------------- | ------------- | --------------- | --------- | ------- |
| Les données manquantes sont à compléter. |               |                 |           |         |
| mars 2008                                | 2014          | Yves Gaillard   |           |         |
| 2014                                     | décembre 2015 | Philippe Poitou |           |         |

Depuis 2016 et la création de Beauce la Romaine, le maire élu à Membrolles est maire délégué au maire de la commune nouvelle.
| Période                                  | Période  | Identité        | Étiquette | Qualité                                                             |
| ---------------------------------------- | -------- | --------------- | --------- | ------------------------------------------------------------------- |
| Les données manquantes sont à compléter. |          |                 |           |                                                                     |
| janvier 2016                             | en cours | Philippe Poitou |           | Reconduit à la création de la commune nouvelle, puis réélu en 2020. |

## Population et société

### Démographie
L'évolution du nombre d'habitants est connue à travers les recensements de la population effectués dans la commune depuis 1793. À partir du 1er janvier 2009, les populations légales des communes sont publiées annuellement dans le cadre d'un recensement qui repose désormais sur une collecte d'information annuelle, concernant successivement tous les territoires communaux au cours d'une période de cinq ans. 
Pour les communes de moins de 10 000 habitants, une enquête de recensement portant sur toute la population est réalisée tous les cinq ans, les populations légales des années intermédiaires étant quant à elles estimées par interpolation ou extrapolation. Pour la commune, le premier recensement exhaustif entrant dans le cadre du nouveau dispositif a été réalisé en 2004,.
En 2013, la commune comptait 267 habitants, en évolution de +6,37 % par rapport à 2008 (Loir-et-Cher : +1,74 %, France hors Mayotte : +2,49 %).
| 1793 | 1800 | 1806 | 1821 | 1831 | 1836 | 1841 | 1846 | 1851 |
| ---- | ---- | ---- | ---- | ---- | ---- | ---- | ---- | ---- |
| 541  | 492  | 501  | 543  | 601  | 601  | 578  | 615  | 665  |

| 1856 | 1861 | 1866 | 1872 | 1876 | 1881 | 1886 | 1891 | 1896 |
| ---- | ---- | ---- | ---- | ---- | ---- | ---- | ---- | ---- |
| 697  | 649  | 633  | 618  | 629  | 649  | 628  | 642  | 594  |

| 1901 | 1906 | 1911 | 1921 | 1926 | 1931 | 1936 | 1946 | 1954 |
| ---- | ---- | ---- | ---- | ---- | ---- | ---- | ---- | ---- |
| 551  | 511  | 526  | 508  | 504  | 513  | 470  | 408  | 395  |

| 1962 | 1968 | 1975 | 1982 | 1990 | 1999 | 2004 | 2009 | 2013 |
| ---- | ---- | ---- | ---- | ---- | ---- | ---- | ---- | ---- |
| 389  | 326  | 278  | 237  | 215  | 216  | 219  | 265  | 267  |

### Pyramide des âges
La population de la commune est relativement âgée. Le taux de personnes d'un âge supérieur à 60 ans (32,8 %) est en effet supérieur au taux national (21,6 %) et au taux départemental (26,3 %).
À l'instar des répartitions nationale et départementale, la population féminine de la commune est supérieure à la population masculine. Le taux (50,6 %) est du même ordre de grandeur que le taux national (51,6 %).
La répartition de la population de la commune par tranches d'âge est, en 2007, la suivante :
- 49,4 % d’hommes (0 à 14 ans = 13,7 %, 15 à 29 ans = 13,7 %, 30 à 44 ans = 18,3 %, 45 à 59 ans = 23,7 %, plus de 60 ans = 30,6 %) ;
- 50,6 % de femmes (0 à 14 ans = 17,2 %, 15 à 29 ans = 12,7 %, 30 à 44 ans = 15,7 %, 45 à 59 ans = 19,4 %, plus de 60 ans = 35,1 %).

| Hommes | Classe d’âge | Femmes |
| ------ | ------------ | ------ |
| 0,0    | 90 ans ou +  | 0,0    |
| 13,0   | 75 à 89 ans  | 18,7   |
| 17,6   | 60 à 74 ans  | 16,4   |
| 23,7   | 45 à 59 ans  | 19,4   |
| 18,3   | 30 à 44 ans  | 15,7   |
| 13,7   | 15 à 29 ans  | 12,7   |
| 13,7   | 0 à 14 ans   | 17,2   |

| Hommes | Classe d’âge | Femmes |
| ------ | ------------ | ------ |
| 0,6    | 90 ans ou +  | 1,6    |
| 8,3    | 75 à 89 ans  | 11,5   |
| 14,8   | 60 à 74 ans  | 15,7   |
| 21,4   | 45 à 59 ans  | 20,6   |
| 20,3   | 30 à 44 ans  | 19,2   |
| 16,2   | 15 à 29 ans  | 14,7   |
| 18,5   | 0 à 14 ans   | 16,7   |

## Économie
- Exploitations agricoles.

## Lieux et monuments
- Pierres de Gargantua : deux dolmens.
- Voie gallo-romaine dite voie de Jules César ou chemin de Chartres  Classée MH ( 1978)[10]
- L'église Saint-Martin[11].